# Laobé (chien)
Pour les articles homonymes, voir Laobé (homonymie).
Le Laobé est un chien polyvalent originaire d'Afrique de l'Ouest. Il est parfois surnommé chien jaune. Chien d'origine ancienne, il tire son nom des Laobés dont il assurait la protection et qu'il avertissait des dangers. Comme le basenji en Afrique centrale ou l'africanis en Afrique Australe, il descendrait des chiens de l'Égypte antique. C'est le chien le plus répandu en Afrique de l'Ouest. La couleur d'origine de son poil varie de sable à fauve mais du fait des croisements successifs avec des races importées, on en trouve aujourd'hui de toutes les couleurs. Il est souvent décrit comme un chien au poil jaune et aux oreilles courtes. En 1780, Jean-François de La Harpe, dans son Abrégé de l'Histoire Générale des Voyages décrit le laobé comme un chien qui n'aboie pas mais dont le cri ressemble à un hurlement. C'est un chien polyvalent qui a initialement été sélectionné par les populations d'Afrique de l'Ouest pour la chasse et la garde des biens, des familles et des troupeaux. Il a peu à peu été rejeté à partir de la colonisation et est devenu commensal et semi-sauvage.
Pour les ethnies agricoles d'Afrique de l'Ouest, la possession d'un laobé était motivée à la fois par des raisons pratiques et mystiques. Il avait ainsi trois fonctions essentielles :
- éloigner la faune sauvage ;
- garder les troupeaux ;
- avertir son maître de la présence de dangers d'ordre mystique.

Selon certaines croyances locales le laobé aurait la capacité de voir à travers les ténèbres et de détecter les génies et les esprits malfaisants qui apparaissent la nuit,. Il était ainsi perçu comme un protecteur des familles aussi bien sur le plan matériel que spirituel.
Choyé et respecté avant la colonisation, il est désormais essentiellement un chien semi-sauvage, errant, couvrant une zone qui s'étend du Niger jusqu'au Sénégal. L'exode rural, le recul des croyances traditionnelles africaines et la progression de l'Islam expliquent sans doute ce changement.